# آبشار بارهی‌پانی
آبشار بارهی‌پانی (به انگلیسی: Barehipani Falls) آبشاری است که در اوریسا، هند واقع شده و ارتفاع کلی ریزشگاه آن ۳۹۹ متر (۱٬۳۰۹ فوت) است.